# Freedom (album de Santana)
Pour les articles homonymes, voir Freedom.
Albums de Santana
Beyond Appearances
(1985) Blues for Salvador
(1987)
Freedom est le 15e album studio du groupe rock latino Santana sorti en 1987.
Sur cet enregistrement le groupe est composé de neuf membres certains d'entre eux étant de retour après avoir participé à des albums plus anciens. Freedom s'éloigne du son pop de Beyond Appearances pour revenir aux influences rock latino. C'est néanmoins un échec commercial relatif, l'album n'atteignant que la 95e place dans les charts.

## Liste des chansons
1. Veracruz (Cohen, Miles, Rolie, Santana) – 4:23
2. She Can't Let Go (Cohen Coster, Johnson, Lerios) – 4:45
3. Once It's Gotcha (Cohen, Coster, Johnson) – 5:42
4. Love Is You (Santana, Thompson) – 3:54
5. Songs of Freedom (Coster, Miles, Santana) – 4:28
6. Deeper, Dig Deeper (Crew, Miles, Santana, Thompson) – 4:18
7. Praise (Crew, Miles, Santana, Thompson) – 4:36
8. Mandela (Peraza) – 5:31
9. Before We Go (Capaldi, Santana) – 3:54
10. Victim of Circumstance (Crew, Miles, Rashid, Santana) – 5:21

## Personnel
- Carlos Santana – guitare, chant
- Tom Coster – claviers
- Chester D. Thompson – claviers
- Gregg Rolie – synthétiseur, claviers
- Alphonso Johnson – basse
- Graham Lear – batterie
- Armando Peraza – percussions, conga
- Orestes Vilató – percussions, timbales
- Raul Rekow – percussions, congas, chant
- Buddy Miles – chant